# Elecciones municipales de 2024 en la Región de la Araucanía
Las elecciones municipales de 2024 en la Región de la Araucanía se realizaron los días 26 y 27 de octubre de 2024 para elegir a los responsables de la administración local, es decir, de las comunas. La región se compone de 32 comunas.
Estas elecciones serán las primeras elecciones municipales realizadas bajo el sistema de inscripción automática y voto obligatorio, luego de la promulgación de la Ley 21524 que restableció el voto obligatorio. Estas elecciones se realizarán paralelamente a las elecciones de gobernadores y consejeros regionales de la región, cargos creados por la Ley 21073 de 2018, y que fueron elegidos por primera vez en 2021 y 2013, respectivamente.

## Precandidaturas
| Pactos                                       | Partidos                             | Candidatos |
| -------------------------------------------- | ------------------------------------ | ---------- |
| F. Partido Social Cristiano e Independientes | Partido Social Cristiano             | 3          |
| F. Partido Social Cristiano e Independientes | Independientes                       | 2          |
| H. Contigo Chile Mejor                       | Frente Amplio                        | 1          |
| H. Contigo Chile Mejor                       | Partido Socialista de Chile          | 2          |
| H. Contigo Chile Mejor                       | Partido Demócrata Cristiano          | 6          |
| H. Contigo Chile Mejor                       | Partido por la Democracia            | 6          |
| H. Contigo Chile Mejor                       | Federación Regionalista Verde Social | 1          |
| H. Contigo Chile Mejor                       | Partido Radical de Chile             | 2          |
| H. Contigo Chile Mejor                       | Independientes                       | 10         |
| P. Partido de la Gente e Independientes      | Partido de la Gente                  | 2          |
| P. Partido de la Gente e Independientes      | Independientes                       | 1          |
| R. Centro Democrático                        | Demócratas                           | 1          |
| R. Centro Democrático                        | Independientes                       | 5          |
| Y. Republicanos e Independientes             | Partido Republicano de Chile         | 2          |
| Y. Republicanos e Independientes             | Independientes                       | 1          |
| Z. Chile Vamos                               | Renovación Nacional                  | 8          |
| Z. Chile Vamos                               | Unión Demócrata Independiente        | 3          |
| Z. Chile Vamos                               | Evolución Política                   | 2          |
| Z. Chile Vamos                               | Independientes                       | 13         |
| Candidaturas Independientes                  | Candidaturas Independientes          | 66         |
| Total de candidatos a alcaldes               | Total de candidatos a alcaldes       | 137        |

## Resultados

### Alcaldes
| Municipio       | Alcalde saliente           | Partido | Partido     | Alcalde electo             | Partido | Partido     |
| --------------- | -------------------------- | ------- | ----------- | -------------------------- | ------- | ----------- |
| Angol           | Enrique Neira Neira        |         | Ind-RN      | Enrique Neira Neira        |         | Ind-RN      |
| Carahue         | Alejandro Sáez Véliz       |         | Ind-UDI     | Helmuth Martínez Llancapan |         | Ind         |
| Cholchol        | Luis Huirilef Barra        |         | Ind-PR      | Alvaro Labraña Opazo       |         | Ind-UDI     |
| Collipulli      | Manuel Macaya Ramírez      |         | RN          | Manuel Macaya Ramírez      |         | RN          |
| Cunco           | Alfonso Coke Candia        |         | Ind-PPD     | Cristian Moraga Lagos      |         | Ind-RN      |
| Curacautín      | Víctor Barrera Barrera     |         | Ind-Evópoli | Hugo Vidal Merino          |         | Ind         |
| Curarrehue      | Abel Painefilo Barriga     |         | PPD         | Daniel Parra Calbrano      |         | Ind-PPD     |
| Ercilla         | Valentin Vidal Hernández   |         | Ind-PS      | Luis Orellana Rocha        |         | Ind         |
| Freire          | Luis Arias Lopez           |         | PDC         | José Colihuil Binimelis    |         | Ind-PPD     |
| Galvarino       | Marcos Hernández Rojas     |         | Ind-PPD     | Hans González Espinoza     |         | RN          |
| Gorbea          | Andrés Romero Martínez     |         | PDC         | Andrés Romero Martínez     |         | PDC         |
| Lautaro         | Ricardo Jaramillo Galindo  |         | RN          | Ricardo Jaramillo Galindo  |         | RN          |
| Loncoche        | Alexis Pineda Ruiz         |         | Ind-PPD     | Alexis Pineda Ruiz         |         | Ind-PPD     |
| Lonquimay       | Nibaldo Alegría Alegría    |         | Ind-PDC     | Eduardo Yáñez Rivas        |         | Ind-Evópoli |
| Los Sauces      | Gastón Mella Arzola        |         | Ind-UDI     | Víctor González Rodriguez  |         | Ind-RN      |
| Lumaco          | Richard Leonelli Contreras |         | Ind-RN      | Richard Leonelli Contreras |         | Ind-RN      |
| Melipeuco       | Alejandro Cuminao Barros   |         | Ind-PPD     | Alejandro Cuminao Barros   |         | Ind-PPD     |
| Nueva Imperial  | César Sepulveda Huerta     |         | Ind-PDC     | César Sepulveda Huerta     |         | Ind-PDC     |
| Padre Las Casas | Mario González Rebolledo   |         | Ind-PR      | Mario González Rebolledo   |         | Ind-PR      |
| Perquenco       | Alejandro Sepulveda Tapia  |         | PPD         | Alejandro Sepulveda Tapia  |         | PPD         |
| Pitrufquén      | Jacqueline Romero Inzunza  |         | RN          | Jacqueline Romero Inzunza  |         | RN          |
| Pucón           | Carlos Barra Matamala      |         | RN          | Sebastián Álvarez Ramírez  |         | Evópoli     |
| Puerto Saavedra | Juan Paillafil Calfulen    |         | Ind         | Ricardo Tripainao Calfulaf |         | Ind         |
| Purén           | Jorge Rivera Leal          |         | PPD         | Frann Barbieri Fernández   |         | Evópoli     |
| Renaico         | Claudio Musre Contreras    |         | Ind-RN      | Claudio Musre Contreras    |         | Ind-RN      |
| Temuco          | Roberto Neira Aburto       |         | Ind-PPD     | Roberto Neira Aburto       |         | Ind-PPD     |
| Teodoro Schmidt | Baldomero Santos Vidal     |         | UDI         | Baldomero Santos Vidal     |         | UDI         |
| Toltén          | Guillermo Martínez Soto    |         | UDI         | Guillermo Martínez Soto    |         | UDI         |
| Traiguén        | Ricardo Sanhueza Pirce     |         | Ind-PPD     | Luis Álvarez Valenzuela    |         | Ind-UDI     |
| Victoria        | Javier Jaramillo Soto      |         | Ind-PPD     | Javier Jaramillo Soto      |         | Ind-PPD     |
| Vilcún          | Katherinne Migueles Muñoz  |         | RN          | Katherinne Migueles Muñoz  |         | RN          |
| Villarrica      | Germán Vergara Lagos       |         | Ind-UDI     | Pablo Astete Mermoud       |         | Ind-RN      |

### Concejales
| Partido | Partido | Actual | Electos | +/- |
| ------- | ------- | ------ | ------- | --- |
|         | RN      | 42     | 49      | +7  |
|         | UDI     | 26     | 35      | +9  |
|         | PPD     | 26     | 24      | −2  |
|         | PREP    | 2      | 15      | +13 |
|         | PR      | 11     | 10      | −1  |
|         | PS      | 18     | 10      | −8  |
|         | PL      | 4      | 7       | +3  |
|         | FA      | 5      | 7       | +2  |
|         | AxC     | 10     | 7       | −3  |
|         | D       | 5      | 6       | +1  |
|         | Evópoli | 11     | 6       | −5  |
|         | PDC     | 20     | 6       | −14 |
|         | PSC     | 0      | 4       | +4  |
|         | FRVS    | 7      | 4       | −3  |
|         | PC      | 5      | 3       | −2  |
|         | PDG     | 0      | 2       | +2  |
|         | PH      | 2      | 0       | −2  |
|         | PEV     | 2      | 0       | −2  |

## Provincia de Cautín

### Temuco

#### Alcaldes
| Actual alcalde          | Roberto Neira Aburto (PPD) | Roberto Neira Aburto (PPD) | Roberto Neira Aburto (PPD) | Roberto Neira Aburto (PPD) | Roberto Neira Aburto (PPD) |
| Candidato               | Pacto                      | Partido                    | Votos                      | %                          | Resultado                  |
| ----------------------- | -------------------------- | -------------------------- | -------------------------- | -------------------------- | -------------------------- |
| Roberto Neira Aburto    | Contigo Chile Mejor        | PPD                        | 96 683                     | 52,93                      | Alcalde                    |
| Pedro Duran Sanhueza    | Chile Vamos                | RN                         | 67 226                     | 36,80                      |                            |
| Jorge Sepúlveda Rosales | Partido Social Cristiano   | PSC                        | 18 756                     | 10,27                      |                            |

### Carahue

#### Concejales
| Actual alcalde            | Alejandro Sáez Véliz (Ind.) | Alejandro Sáez Véliz (Ind.) | Alejandro Sáez Véliz (Ind.) | Alejandro Sáez Véliz (Ind.) | Alejandro Sáez Véliz (Ind.) |
| Candidato                 | Pacto                       | Partido                     | Votos                       | %                           | Resultado                   |
| ------------------------- | --------------------------- | --------------------------- | --------------------------- | --------------------------- | --------------------------- |
| Helmut Martínez Llancapán | Independiente               | Ind.                        | 7143                        | 37,71                       | Alcalde                     |
| Alejandro Sáez Véliz      | Chile Vamos                 | Ind.                        | 6888                        | 36,37                       |                             |
| Jonathan Hidalgo Salazar  | Contigo Chile Mejor         | PS                          | 4910                        | 25,96                       |                             |

### Cholchol

#### Alcaldes
| Actual alcalde           | Luis Huirilef Barra (Ind.) | Luis Huirilef Barra (Ind.) | Luis Huirilef Barra (Ind.) | Luis Huirilef Barra (Ind.) | Luis Huirilef Barra (Ind.) |
| Candidato                | Pacto                      | Partido                    | Votos                      | %                          | Resultado                  |
| ------------------------ | -------------------------- | -------------------------- | -------------------------- | -------------------------- | -------------------------- |
| Álvaro Labraña Opazo     | Chile Vamos                | Ind.                       | 6312                       | 61,17                      | Alcalde                    |
| María Painemal Painemal  | Contigo Chile Mejor        | Ind.                       | 1609                       | 15,59                      |                            |
| Francisca Huirilef Barra | Independiente              | Ind.                       | 1507                       | 14,61                      |                            |
| Hilario Huirilef Barra   | Independiente              | Ind.                       | 758                        | 7,35                       |                            |
| Luis Huenchuleo Gallegos | Independiente              | Ind.                       | 132                        | 1,28                       |                            |

### Cunco

#### Alcaldes
| Actual alcalde          | Gustavo Arellano Seguel (Ind.) | Gustavo Arellano Seguel (Ind.) | Gustavo Arellano Seguel (Ind.) | Gustavo Arellano Seguel (Ind.) | Gustavo Arellano Seguel (Ind.) |
| Candidato               | Pacto                          | Partido                        | Votos                          | %                              | Resultado                      |
| ----------------------- | ------------------------------ | ------------------------------ | ------------------------------ | ------------------------------ | ------------------------------ |
| Cristián Moraga Lagos   | Independiente                  | Ind.                           | 5637                           | 38,51                          | Alcalde                        |
| René García García      | Chile Vamos                    | RN                             | 3193                           | 21,81                          |                                |
| Rodrigo Pacheco Burgos  | Independiente                  | Ind.                           | 3128                           | 21,37                          |                                |
| Danilo Urrutia Cárcamo  | Contigo Chile Mejor            | FRVS                           | 1663                           | 11,36                          |                                |
| Paolo Vivanco Manríquez | Independiente                  | Ind.                           | 1017                           | 6,95                           |                                |

### Curarrehue

#### Alcaldes
| Actual alcalde             | Abel Painefilo Barriga (PPD) | Abel Painefilo Barriga (PPD) | Abel Painefilo Barriga (PPD) | Abel Painefilo Barriga (PPD) | Abel Painefilo Barriga (PPD) |
| Candidato                  | Pacto                        | Partido                      | Votos                        | %                            | Resultado                    |
| -------------------------- | ---------------------------- | ---------------------------- | ---------------------------- | ---------------------------- | ---------------------------- |
| Daniel Parra Calabrano     | Independiente                | Ind.                         | 2495                         | 37,79                        | Alcalde                      |
| Héctor Carrasco Ruiz       | Chile Vamos                  | Ind.                         | 2394                         | 36,26                        |                              |
| Christian Cartes Flores    | Contigo Chile Mejor          | Ind.                         | 1137                         | 17,22                        |                              |
| Timeteo Maripil Pincheira  | Republicanos                 | PRCh                         | 427                          | 6,47                         |                              |
| Claudio Henríquez González | Independiente                | Ind.                         | 150                          | 2,27                         |                              |

### Freire

#### Alcaldes
| Actual alcalde          | Luis Arias López (DC)    | Luis Arias López (DC) | Luis Arias López (DC) | Luis Arias López (DC) | Luis Arias López (DC) |
| Candidato               | Pacto                    | Partido               | Votos                 | %                     | Resultado             |
| ----------------------- | ------------------------ | --------------------- | --------------------- | --------------------- | --------------------- |
| José Colihuil Binimelis | Independiente            | Ind.                  | 7369                  | 40,30                 | Alcalde               |
| Claudio Cárcamo Paredes | Independiente            | Ind.                  | 4293                  | 23,48                 |                       |
| Luis Arias López        | Contigo Chile Mejor      | DC                    | 2927                  | 16,01                 |                       |
| Pilar Lagos Retamal     | Independiente            | Ind.                  | 2836                  | 15,51                 |                       |
| Ingrid Calfín Cofré     | Partido Social Cristiano | Ind.                  | 462                   | 2,53                  |                       |
| Elizabeth Campos Leal   | Partido de la Gente      | Ind.                  | 397                   | 2,17                  |                       |

### Galvarino

#### Alcaldes
| Actual alcalde         | Marcos Hernández Rojas (Ind.) | Marcos Hernández Rojas (Ind.) | Marcos Hernández Rojas (Ind.) | Marcos Hernández Rojas (Ind.) | Marcos Hernández Rojas (Ind.) |
| Candidato              | Pacto                         | Partido                       | Votos                         | %                             | Resultado                     |
| ---------------------- | ----------------------------- | ----------------------------- | ----------------------------- | ----------------------------- | ----------------------------- |
| Hans González Espinoza | Chile Vamos                   | RN                            | 3997                          | 39,84                         | Alcalde                       |
| Marcos Hernández Rojas | Contigo Chile Mejor           | Ind.                          | 3500                          | 34,88                         |                               |
| Luis Erices Quezada    | Centro Democrático            | Ind.                          | 2258                          | 22,51                         |                               |
| Willy Kehr Llanos      | Independiente                 | Ind.                          | 278                           | 2,77                          |                               |

### Gorbea

#### Alcaldes
| Actual alcalde         | Andrés Romero Martínez (DC) | Andrés Romero Martínez (DC) | Andrés Romero Martínez (DC) | Andrés Romero Martínez (DC) | Andrés Romero Martínez (DC) |
| Candidato              | Pacto                       | Partido                     | Votos                       | %                           | Resultado                   |
| ---------------------- | --------------------------- | --------------------------- | --------------------------- | --------------------------- | --------------------------- |
| Andrés Romero Martínez | Contigo Chile Mejor         | DC                          | 6191                        | 52,31                       | Alcalde                     |
| Rodrigo Poblete Torres | Chile Vamos                 | Ind.                        | 4822                        | 40,74                       |                             |
| Silvana Sagredo Barra  | Centro Democrático          | Ind.                        | 822                         | 6,95                        |                             |

### Lautaro

#### Concejales
| Actual alcalde            | Ricardo Jaramillo Galindo (RN) | Ricardo Jaramillo Galindo (RN) | Ricardo Jaramillo Galindo (RN) | Ricardo Jaramillo Galindo (RN) | Ricardo Jaramillo Galindo (RN) |
| Candidato                 | Pacto                          | Partido                        | Votos                          | %                              | Resultado                      |
| ------------------------- | ------------------------------ | ------------------------------ | ------------------------------ | ------------------------------ | ------------------------------ |
| Ricardo Jaramillo Galindo | Chile Vamos                    | RN                             | 10 667                         | 36,87                          | Alcalde                        |
| Claudia Navarrete Arias   | Independiente                  | Ind.                           | 9148                           | 31,62                          |                                |
| Gastón Muñoz Riego        | Contigo Chile Mejor            | PS                             | 3349                           | 11,57                          |                                |
| Carolina Flores Pumeyrau  | Centro Democrático             | Ind.                           | 3254                           | 11,25                          |                                |
| Susana Fuentes Morales    | Independiente                  | Ind.                           | 1826                           | 6,31                           |                                |
| Luciano Monsalve Pasmiño  | Partido de la Gente            | PDG                            | 690                            | 2,38                           |                                |

### Loncoche

#### Alcaldes
| Actual alcalde           | Alexis Pineda Ruiz (Ind.) | Alexis Pineda Ruiz (Ind.) | Alexis Pineda Ruiz (Ind.) | Alexis Pineda Ruiz (Ind.) | Alexis Pineda Ruiz (Ind.) |
| Candidato                | Pacto                     | Partido                   | Votos                     | %                         | Resultado                 |
| ------------------------ | ------------------------- | ------------------------- | ------------------------- | ------------------------- | ------------------------- |
| Alexis Pineda Ruiz       | Contigo Chile Mejor       | Ind.                      | 7562                      | 40,76                     | Alcalde                   |
| Ricardo Peña Riquelme    | Chile Vamos               | RN                        | 6528                      | 35,18                     |                           |
| Eduardo Bastías Sandoval | Independiente             | Ind.                      | 4464                      | 24,06                     |                           |

### Melipeuco

#### Alcaldes
| Actual alcalde             | Alejandro Cuminao Barros (Ind.) | Alejandro Cuminao Barros (Ind.) | Alejandro Cuminao Barros (Ind.) | Alejandro Cuminao Barros (Ind.) | Alejandro Cuminao Barros (Ind.) |
| Candidato                  | Pacto                           | Partido                         | Votos                           | %                               | Resultado                       |
| -------------------------- | ------------------------------- | ------------------------------- | ------------------------------- | ------------------------------- | ------------------------------- |
| Alejandro Cuminao Barros   | Contigo Chile Mejor             | Ind.                            | 3472                            | 61,01                           | Alcalde                         |
| Mauricio Salazar Cifuentes | Independiente                   | Ind.                            | 1472                            | 25,87                           |                                 |
| Eduardo Navarrete Fuentes  | Independiente                   | Ind.                            | 560                             | 9,84                            |                                 |
| Patricio Barros Sáez       | Republicanos                    | PRCh                            | 187                             | 3,29                            |                                 |

### Nueva Imperial

#### Alcaldes
| Actual alcalde         | César Sepúlveda Huerta (DC) | César Sepúlveda Huerta (DC) | César Sepúlveda Huerta (DC) | César Sepúlveda Huerta (DC) | César Sepúlveda Huerta (DC) |
| Candidato              | Pacto                       | Partido                     | Votos                       | %                           | Resultado                   |
| ---------------------- | --------------------------- | --------------------------- | --------------------------- | --------------------------- | --------------------------- |
| César Sepúlveda Huerta | Contigo Chile Mejor         | DC                          | 10 363                      | 40,72                       | Alcalde                     |
| Manuel Salas Trautmann | Independiente               | Ind.                        | 8071                        | 31,72                       |                             |
| Óscar Vergara Tapia    | Independiente               | Ind.                        | 6198                        | 24,36                       |                             |
| Hernán Coñomán Lepiman | Partido de la Gente         | PDG                         | 815                         | 3,20                        |                             |

### Padre Las Casas

#### Alcaldes
| Actual alcalde           | Mario González Rebolledo (Ind.) | Mario González Rebolledo (Ind.) | Mario González Rebolledo (Ind.) | Mario González Rebolledo (Ind.) | Mario González Rebolledo (Ind.) |
| Candidato                | Pacto                           | Partido                         | Votos                           | %                               | Resultado                       |
| ------------------------ | ------------------------------- | ------------------------------- | ------------------------------- | ------------------------------- | ------------------------------- |
| Mario González Rebolledo | Independiente                   | Ind.                            | 16 739                          | 34,70                           | Alcalde                         |
| Evelyn Mora Gallegos     | Republicanos                    | Ind.                            | 11 691                          | 24,23                           |                                 |
| José Bravo Burgos        | Independiente                   | Ind.                            | 11 129                          | 23,07                           |                                 |
| Marcela Esparza Saavedra | Chile Vamos                     | EVO                             | 6891                            | 14,28                           |                                 |
| Luis Levi                | Independiente                   | Ind.                            | 1792                            | 3,71                            |                                 |

### Perquenco

#### Alcaldes
| Actual alcalde            | Alejandro Sepúlveda Tapia (PPD) | Alejandro Sepúlveda Tapia (PPD) | Alejandro Sepúlveda Tapia (PPD) | Alejandro Sepúlveda Tapia (PPD) | Alejandro Sepúlveda Tapia (PPD) |
| Candidato                 | Pacto                           | Partido                         | Votos                           | %                               | Resultado                       |
| ------------------------- | ------------------------------- | ------------------------------- | ------------------------------- | ------------------------------- | ------------------------------- |
| Alejandro Sepúlveda Tapia | Contigo Chile Mejor             | PPD                             | 3076                            | 50,68                           | Alcalde                         |
| Luis Muñoz Pérez          | Independiente                   | Ind.                            | 1993                            | 32,84                           |                                 |
| Miguel Lara Valdebenito   | Independiente                   | Ind.                            | 1000                            | 16,48                           |                                 |

### Pitrufquén

#### Alcaldes
| Actual alcalde            | Jacqueline Romero Inzunza (RN) | Jacqueline Romero Inzunza (RN) | Jacqueline Romero Inzunza (RN) | Jacqueline Romero Inzunza (RN) | Jacqueline Romero Inzunza (RN) |
| Candidato                 | Pacto                          | Partido                        | Votos                          | %                              | Resultado                      |
| ------------------------- | ------------------------------ | ------------------------------ | ------------------------------ | ------------------------------ | ------------------------------ |
| Jacqueline Romero Inzunza | Chile Vamos                    | RN                             | 9532                           | 49,23                          | Alcaldesa                      |
| Jorge Jaramillo Hott      | Independiente                  | Ind.                           | 6942                           | 35,85                          |                                |
| Felipe Barril Riquelme    | Independiente                  | Ind.                           | 1469                           | 7,59                           |                                |
| Martín Salazar Carvajal   | Contigo Chile Mejor            | DC                             | 1420                           | 7,33                           |                                |

### Pucón

#### Alcaldes
| Actual alcalde            | Carlos Barra Matamala (RN) | Carlos Barra Matamala (RN) | Carlos Barra Matamala (RN) | Carlos Barra Matamala (RN) | Carlos Barra Matamala (RN) |
| Candidato                 | Pacto                      | Partido                    | Votos                      | %                          | Resultado                  |
| ------------------------- | -------------------------- | -------------------------- | -------------------------- | -------------------------- | -------------------------- |
| Sebastián Álvarez Ramírez | Chile Vamos                | EVO                        | 9451                       | 40,51                      | Alcalde                    |
| Edita Mansilla Barría     | Contigo Chile Mejor        | Ind.                       | 7846                       | 33,63                      |                            |
| Álvaro Águila Riquelme    | Independiente              | Ind.                       | 2300                       | 9,86                       |                            |
| Nancy Alfaro Jurjevic     | Partido Social Cristiano   | Ind.                       | 920                        | 3,94                       |                            |
| Mario Peñafiel Espinoza   | Independiente              | Ind.                       | 890                        | 3,81                       |                            |
| Luis Burgos Norambuena    | Independiente              | Ind.                       | 653                        | 2,80                       |                            |
| Joel Canio Canio          | Independiente              | Ind.                       | 420                        | 1,80                       |                            |

### Saavedra

#### Alcaldes
| Actual alcalde             | Juan Paillafil Calfulén (Ind.) | Juan Paillafil Calfulén (Ind.) | Juan Paillafil Calfulén (Ind.) | Juan Paillafil Calfulén (Ind.) | Juan Paillafil Calfulén (Ind.) |
| Candidato                  | Pacto                          | Partido                        | Votos                          | %                              | Resultado                      |
| -------------------------- | ------------------------------ | ------------------------------ | ------------------------------ | ------------------------------ | ------------------------------ |
| Ricardo Tripainao Calfulaf | Independiente                  | Ind.                           | 3791                           | 37,44                          | Alcalde                        |
| Enrii Bañares Alarcón      | Contigo Chile Mejor            | Ind.                           | 3449                           | 34,06                          |                                |
| Mario Llancaleo Blanco     | Independiente                  | Ind.                           | 2679                           | 26,46                          |                                |
| Margarita Llancafil Aburto | Partido Social Cristiano       | PSC                            | 206                            | 2,03                           |                                |

### Teodoro Schmidt

#### Alcaldes
| Actual alcalde             | Baldomero Santos Vidal (UDI) | Baldomero Santos Vidal (UDI) | Baldomero Santos Vidal (UDI) | Baldomero Santos Vidal (UDI) | Baldomero Santos Vidal (UDI) |
| Candidato                  | Pacto                        | Partido                      | Votos                        | %                            | Resultado                    |
| -------------------------- | ---------------------------- | ---------------------------- | ---------------------------- | ---------------------------- | ---------------------------- |
| Baldomero Santos Vidal     | Chile Vamos                  | UDI                          | 7305                         | 60,52                        | Alcalde                      |
| Alfredo Riquelme Arriagada | Contigo Chile Mejor          | PPD                          | 4766                         | 39,48                        |                              |

### Toltén

#### Alcaldes
| Actual alcalde          | Guillermo Martínez Soto (UDI) | Guillermo Martínez Soto (UDI) | Guillermo Martínez Soto (UDI) | Guillermo Martínez Soto (UDI) | Guillermo Martínez Soto (UDI) |
| Candidato               | Pacto                         | Partido                       | Votos                         | %                             | Resultado                     |
| ----------------------- | ----------------------------- | ----------------------------- | ----------------------------- | ----------------------------- | ----------------------------- |
| Guillermo Martínez Soto | Chile Vamos                   | UDI                           | 4063                          | 51,45                         | Alcalde                       |
| Cristián Sandoval Ortíz | Independiente                 | Ind.                          | 3476                          | 44,02                         |                               |
| Julio Huenul López      | Contigo Chile Mejor           | DC                            | 358                           | 4,53                          |                               |

### Vilcún

#### Alcaldes
| Actual alcalde            | Katherinne Migueles Muñoz (RN) | Katherinne Migueles Muñoz (RN) | Katherinne Migueles Muñoz (RN) | Katherinne Migueles Muñoz (RN) | Katherinne Migueles Muñoz (RN) |
| Candidato                 | Pacto                          | Partido                        | Votos                          | %                              | Resultado                      |
| ------------------------- | ------------------------------ | ------------------------------ | ------------------------------ | ------------------------------ | ------------------------------ |
| Katherinne Migueles Muñoz | Chile Vamos                    | RN                             | 9848                           | 46,96                          | Alcalde                        |
| Susana Aguilera Vega      | Contigo Chile Mejor            | PPD                            | 9760                           | 46,54                          |                                |
| Bernardo Mora Lara        | Independiente                  | Ind.                           | 1363                           | 6,50                           |                                |

### Villarrica

#### Alcaldes
| Actual alcalde                | Germán Vergara Lagos (Ind.) | Germán Vergara Lagos (Ind.) | Germán Vergara Lagos (Ind.) | Germán Vergara Lagos (Ind.) | Germán Vergara Lagos (Ind.) |
| Candidato                     | Pacto                       | Partido                     | Votos                       | %                           | Resultado                   |
| ----------------------------- | --------------------------- | --------------------------- | --------------------------- | --------------------------- | --------------------------- |
| Pablo Astete Mermoud          | Independiente               | Ind.                        | 20 950                      | 45,60                       | Alcalde                     |
| Germán Vergara Lagos          | Chile Vamos                 | Ind.                        | 12 639                      | 27,51                       |                             |
| Katalina Gudenschwagger Basso | Independiente               | Ind.                        | 5875                        | 12,79                       |                             |
| Alejandra Aillapán Huiriqueo  | Independiente               | Ind.                        | 3248                        | 7,07                        |                             |
| Carlos Masciocchi León        | Contigo Chile Mejor         | FA                          | 2086                        | 4,54                        |                             |
| Zulema Vergara Quimen         | Partido Social Cristiano    | PSC                         | 1145                        | 2,49                        |                             |

## Provincia de Malleco

### Angol

#### Alcaldes
| Actual alcalde                | Enrique Neira Neira (Ind.) | Enrique Neira Neira (Ind.) | Enrique Neira Neira (Ind.) | Enrique Neira Neira (Ind.) | Enrique Neira Neira (Ind.) |
| Candidato                     | Pacto                      | Partido                    | Votos                      | %                          | Resultado                  |
| ----------------------------- | -------------------------- | -------------------------- | -------------------------- | -------------------------- | -------------------------- |
| Enrique Neira Neira           | Chile Vamos                | Ind.                       | 12 614                     | 33,82                      | Alcalde                    |
| Víctor Manoli Nazal           | Independiente              | Ind.                       | 6486                       | 17,39                      |                            |
| Maximiliano Radonich Radonich | Independiente              | Ind.                       | 5390                       | 14,45                      |                            |
| César Riquelme Oñate          | Independiente              | Ind.                       | 4802                       | 12,87                      |                            |
| Eduardo Contreras Díaz        | Independiente              | Ind.                       | 2941                       | 7,88                       |                            |
| Mario Venegas Cárdenas        | Contigo Chile Mejor        | DC                         | 2742                       | 7,35                       |                            |
| Sergio Paredes Montoya        | Centro Democrático         | DEM                        | 2324                       | 6,23                       |                            |

### Collipulli

#### Alcaldes
| Actual alcalde                | Manuel Macaya Ramírez (RN) | Manuel Macaya Ramírez (RN) | Manuel Macaya Ramírez (RN) | Manuel Macaya Ramírez (RN) | Manuel Macaya Ramírez (RN) |
| Candidato                     | Pacto                      | Partido                    | Votos                      | %                          | Resultado                  |
| ----------------------------- | -------------------------- | -------------------------- | -------------------------- | -------------------------- | -------------------------- |
| Manuel Macaya Ramírez         | Chile Vamos                | RN                         | 7643                       | 43,16                      | Alcalde                    |
| Yuliana Bustos Zapata         | Contigo Chile Mejor        | Ind.                       | 3047                       | 17,21                      |                            |
| Francisco Quiduleo Cabrera    | Centro Democrático         | Ind.                       | 2002                       | 11,31                      |                            |
| Leonel Arriagada Fuentes      | Independiente              | Ind.                       | 1634                       | 9,23                       |                            |
| Mery Navia Venegas            | Independiente              | Ind.                       | 1605                       | 9,06                       |                            |
| Claudio Ulloa Canales         | Independiente              | Ind.                       | 1204                       | 6,80                       |                            |
| Patricio Poblete Huenchumilla | Independiente              | Ind.                       | 218                        | 1,23                       |                            |
| Edson Sandoval Cádiz          | Independiente              | Ind.                       | 178                        | 1,01                       |                            |
| Juan Cerda Fernández          | Independiente              | Ind.                       | 176                        | 0,99                       |                            |

### Curacautín

#### Alcaldes
| Actual alcalde         | Víctor Barrera Barrera (Ind.) | Víctor Barrera Barrera (Ind.) | Víctor Barrera Barrera (Ind.) | Víctor Barrera Barrera (Ind.) | Víctor Barrera Barrera (Ind.) |
| Candidato              | Pacto                         | Partido                       | Votos                         | %                             | Resultado                     |
| ---------------------- | ----------------------------- | ----------------------------- | ----------------------------- | ----------------------------- | ----------------------------- |
| Hugo Vidal Medino      | Independiente                 | Ind.                          | 7019                          | 51,92                         | Alcalde                       |
| Víctor Barrera Barrera | Chile Vamos                   | Ind.                          | 4527                          | 33,48                         |                               |
| Luis Coulón López      | Contigo Chile Mejor           | PR                            | 1974                          | 14,60                         |                               |

### Ercilla

#### Alcaldes
| Actual alcalde           | Valentín Vidal Hernández (Ind.) | Valentín Vidal Hernández (Ind.) | Valentín Vidal Hernández (Ind.) | Valentín Vidal Hernández (Ind.) | Valentín Vidal Hernández (Ind.) |
| Candidato                | Pacto                           | Partido                         | Votos                           | %                               | Resultado                       |
| ------------------------ | ------------------------------- | ------------------------------- | ------------------------------- | ------------------------------- | ------------------------------- |
| Luis Orellana Rocha      | Independiente                   | Ind.                            | 2866                            | 44,21                           | Alcalde                         |
| Valentín Vidal Hernández | Contigo Chile Mejor             | Ind.                            | 2855                            | 44,18                           |                                 |
| José Vilugrón Martínez   | Chile Vamos                     | UDI                             | 747                             | 11,61                           |                                 |

### Lonquimay

#### Alcaldes
| Actual alcalde          | Nibaldo Alegría Alegría (Ind.) | Nibaldo Alegría Alegría (Ind.) | Nibaldo Alegría Alegría (Ind.) | Nibaldo Alegría Alegría (Ind.) | Nibaldo Alegría Alegría (Ind.) |
| Candidato               | Pacto                          | Partido                        | Votos                          | %                              | Resultado                      |
| ----------------------- | ------------------------------ | ------------------------------ | ------------------------------ | ------------------------------ | ------------------------------ |
| Eduardo Yáñez Rivas     | Chile Vamos                    | Ind.                           | 4310                           | 50,74                          | Alcalde                        |
| Nibaldo Alegría Alegría | Contigo Chile Mejor            | Ind.                           | 3792                           | 44,64                          |                                |
| Sergio Aedo Henríquez   | Independiente                  | Ind.                           | 393                            | 4,63                           |                                |

### Los Sauces

#### Alcaldes
| Actual alcalde            | Gastón Mella Arzola (UDI) | Gastón Mella Arzola (UDI) | Gastón Mella Arzola (UDI) | Gastón Mella Arzola (UDI) | Gastón Mella Arzola (UDI) |
| Candidato                 | Pacto                     | Partido                   | Votos                     | %                         | Resultado                 |
| ------------------------- | ------------------------- | ------------------------- | ------------------------- | ------------------------- | ------------------------- |
| Víctor González Rodríguez | Independiente             | Ind.                      | 3670                      | 57,70                     |                           |
| Gastón Mella Candia       | Chile Vamos               | Ind.                      | 2031                      | 31,93                     |                           |
| Benjamín Garcés Guzmán    | Contigo Chile Mejor       | DC                        | 659                       | 10,36                     |                           |

### Lumaco

#### Alcaldes
| Actual alcalde             | Richard Leonelli Contreras (Ind.) | Richard Leonelli Contreras (Ind.) | Richard Leonelli Contreras (Ind.) | Richard Leonelli Contreras (Ind.) | Richard Leonelli Contreras (Ind.) |
| Candidato                  | Pacto                             | Partido                           | Votos                             | %                                 | Resultado                         |
| -------------------------- | --------------------------------- | --------------------------------- | --------------------------------- | --------------------------------- | --------------------------------- |
| Richard Leonelli Contreras | Chile Vamos                       | Ind.                              | 4993                              | 68,65                             | Alcalde                           |
| Manuel Painiqueo Tragnolao | Independiente                     | Ind.                              | 2280                              | 31,35                             |                                   |

### Purén

#### Alcaldes
| Actual alcalde          | Jorge Rivera Leal (PPD) | Jorge Rivera Leal (PPD) | Jorge Rivera Leal (PPD) | Jorge Rivera Leal (PPD) | Jorge Rivera Leal (PPD) |
| Candidato               | Pacto                   | Partido                 | Votos                   | %                       | Resultado               |
| ----------------------- | ----------------------- | ----------------------- | ----------------------- | ----------------------- | ----------------------- |
| Fran Barbieri Fernández | Chile Vamos             | EVO                     | 4688                    | 48,25                   | Alcalde                 |
| Felipe Sandoval Medina  | Contigo Chile Mejor     | PPD                     | 3693                    | 38,01                   |                         |
| Ida Fuentes Valenzuela  | Independiente           | Ind.                    | 1207                    | 12,42                   |                         |
| Pedro Orellana Molina   | Independiente           | Ind.                    | 129                     | 1,33                    |                         |

### Renaico

#### Alcaldes
| Actual alcalde             | Juan Reinao Marilao (Ind.) | Juan Reinao Marilao (Ind.) | Juan Reinao Marilao (Ind.) | Juan Reinao Marilao (Ind.) | Juan Reinao Marilao (Ind.) |
| Candidato                  | Pacto                      | Partido                    | Votos                      | %                          | Resultado                  |
| -------------------------- | -------------------------- | -------------------------- | -------------------------- | -------------------------- | -------------------------- |
| Claudio Musre Contreras    | Chile Vamos                | Ind.                       | 3198                       | 39,31                      | Alcalde                    |
| Nancy Puentes Troncoso     | Independiente              | Ind.                       | 1696                       | 20,85                      |                            |
| Carla Sierra Beltrán       | Independiente              | Ind.                       | 928                        | 11,41                      |                            |
| Paola Hernández Hernández  | Independiente              | Ind.                       | 897                        | 11,03                      |                            |
| Alex Castillo Salamanca    | Contigo Chile Mejor        | PR                         | 833                        | 10,24                      |                            |
| Eleodoro Salgado Delgado   | Centro Democrático         | Ind.                       | 347                        | 4,27                       |                            |
| Héctor Sáez Paredes        | Independiente              | Ind.                       | 167                        | 2,05                       |                            |
| Víctor Fariña Wachtendorff | Independiente              | Ind.                       | 69                         | 0,85                       |                            |

### Traiguén

#### Alcaldes
| Actual alcalde             | Ricardo Sanhueza Pirce (PPD) | Ricardo Sanhueza Pirce (PPD) | Ricardo Sanhueza Pirce (PPD) | Ricardo Sanhueza Pirce (PPD) | Ricardo Sanhueza Pirce (PPD) |
| Candidato                  | Pacto                        | Partido                      | Votos                        | %                            | Resultado                    |
| -------------------------- | ---------------------------- | ---------------------------- | ---------------------------- | ---------------------------- | ---------------------------- |
| Luis Álvarez Valenzuela    | Chile Vamos                  | Ind.                         | 6337                         | 44,78                        | Alcalde                      |
| Felipe Osses Cerna         | Contigo Chile Mejor          | PPD                          | 5206                         | 36,79                        |                              |
| Fernando Contreras Boisier | Independiente                | Ind.                         | 1738                         | 12,28                        |                              |
| Elvira Aravena Gaete       | Independiente                | Ind.                         | 871                          | 6,15                         |                              |

### Victoria

#### Alcaldes
| Actual alcalde           | Javier Jaramillo Soto (Ind.) | Javier Jaramillo Soto (Ind.) | Javier Jaramillo Soto (Ind.) | Javier Jaramillo Soto (Ind.) | Javier Jaramillo Soto (Ind.) |
| Candidato                | Pacto                        | Partido                      | Votos                        | %                            | Resultado                    |
| ------------------------ | ---------------------------- | ---------------------------- | ---------------------------- | ---------------------------- | ---------------------------- |
| Javier Jaramillo Soto    | Independiente                | Ind.                         | 7293                         | 29,82                        | Alcalde                      |
| Ariel Guzmán Iturra      | Chile Vamos                  | Ind.                         | 5331                         | 21,79                        |                              |
| Paulo Miranda Araneda    | Independiente                | Ind.                         | 4167                         | 17,04                        |                              |
| Claudio Miranda Ibáñez   | Independiente                | Ind.                         | 2848                         | 11,64                        |                              |
| Alfredo Benavides Vidal  | Independiente                | Ind.                         | 1738                         | 7,11                         |                              |
| Luis Vidal Ibáñez        | Centro Democrático           | Ind.                         | 1507                         | 6,16                         |                              |
| María Castillo Henríquez | Independiente                | Ind.                         | 809                          | 3,31                         |                              |
| Marisol Acuña Riquelme   | Independiente                | Ind.                         | 767                          | 3,14                         |                              |